# Urbi et orbi
Urbi et orbi (с лат. — «к городу (Риму) и к миру») — название торжественного папского благословения.
С выражения Urbi et orbi начинались важные объявления в Древнем Риме. Обычай торжественно произносить папское благословение по особо значимым поводам сформировался к XIII веку.
В современной практике папа римский ежегодно провозглашает Urbi et orbi дважды на праздники Рождества и Пасхи. Помимо этого, папа римский произносит Urbi et orbi во время церемонии своей интронизации после избрания, при объявлении юбилейного года и в редких случаях для благословения паломников.
На праздники Рождества и Пасхи папа римский произносит Urbi et orbi с центрального балкона базилики Святого Петра. Собственно текст благословения предваряется оглашением папского послания по случаю праздника, а также поздравлением верующих во всём мире на разных языках (в поздравлениях Иоанна Павла II и Бенедикта XVI число языков могло превышать 60).
Ранее существовала практика преподавать папское благословение «Городу и миру» в день святых апостолов Петра и Павла (в базилике Святого Петра) и в праздники Вознесения Господня (в Латеранской базилике) и Успения (в базилике Санта-Мария-Маджоре), однако она была прекращена в 1870 году после ликвидации Папского государства. Получение папского благословения Urbi et orbi может предоставлять возможность для получения индульгенции.

Святые апостолы Пётр и Павел, на силу и власть которых мы полагаемся, да ходатайствуют за нас пред Господом!

Молитвами и заслугами Блаженной Приснодевы Марии, блаженного Михаила Архангела, блаженного Иоанна Крестителя, святых апостолов Петра и Павла и всех святых, да помилует вас Всемогущий Бог, и простив вам все грехи ваши, да приведёт вас Иисус Христос к жизни вечной!

Прощение, разрешение и отпущение всех грехов ваших, время истинного и плодотворного покаяния, сердце всегда сокрушённое и исправление жизни, благодать и утешение Святого Духа и постоянство в добрых делах до самой смерти да подаст вам Всемогущий и Милосердный Господь!

И благословение Бога Всемогущего, Отца, и Сына, и Святого Духа, да снизойдет на вас и пребудет всегда!
Оригинальный текст (лат.)
Sancti Apostoli Petrus et Paulus, de quorum potestate et auctoritate confidimus, ipsi intercedant pro nobis ad Dominum.

Precibus et meritis beatæ Mariae semper Virginis, beati Michaelis Archangeli, beati Ioannis Baptistæ et sanctorum Apostolorum Petri et Pauli et omnium Sanctorum misereatur vestri omnipotens Deus et dimissis omnibus peccatis vestris, perducat vos Iesus Christus ad vitam æternam.

Indulgentiam, absolutionem et remissionem omnium peccatorum vestrorum, spatium verae et fructuosae penitentiæ, cor semper penitens et emendationem vitae, gratiam et consultationem sancti Spiritus et finalem perseverantiam in bonis operibus, tribuat vobis omnipotens et misericors Dominus.

Et benedictio Dei omnipotentis: Patris et Filii et Spiritus sancti descendat super vos et maneat semper.

## Использование в культуре
- Фразу использовал В. Я. Брюсов как название своей четвёртой книги стихов Urbi et Orbi, вышедшей в 1903 году
- Фраза присутствует в Нобелевской лекции И. А. Бродского (1987)
- Фраза используется в названии трилогии Г. Л. Олди «Urbi et Orbi, или Городу и Миру»
- Фраза является девизом Университета Лонг-Айленда[англ.]